# غاستون سيرينو
غاستون سيرينو (بالإسبانية: Gastón Sirino)‏ (22 فبراير 1991 بمونتفيدو في الأوروغواي - ) هو لاعب كرة قدم أوروغواياني في مركز الوسط.

## وصلات خارجية
- غاستون سيرينو على موقع قاعدة بيانات كرة القدم.إي يو (الإنجليزية)
- غاستون سيرينو على موقع Soccerway.com (الإنجليزية)
- غاستون سيرينو على موقع عالم كرة القدم.نت (الإنجليزية)
- غاستون سيرينو على موقع كووورة
- غاستون سيرينو على موقع AS.com (الإسبانية)